# English Electric

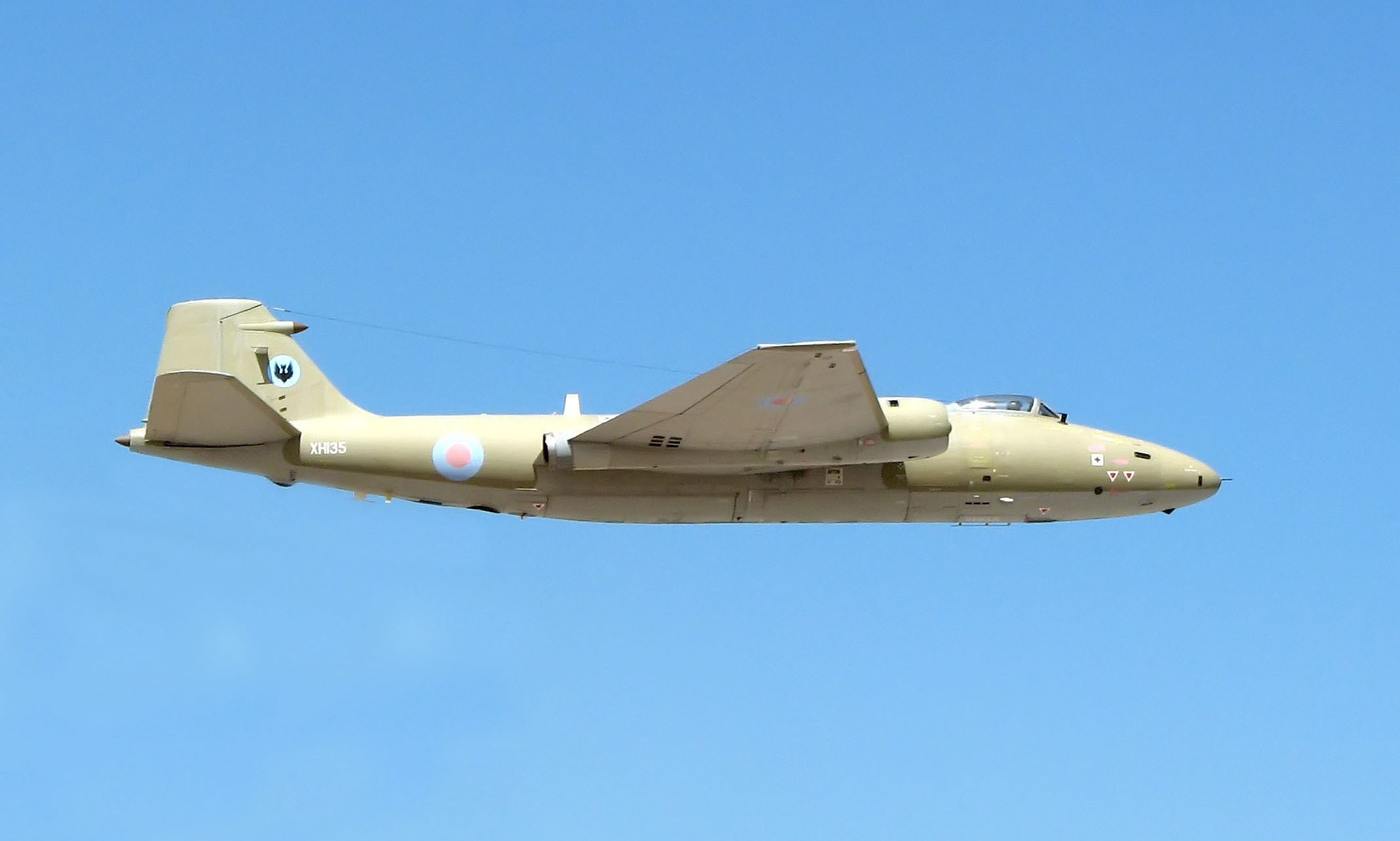
English Electric Canberra PR.9 de la RAF, 2006

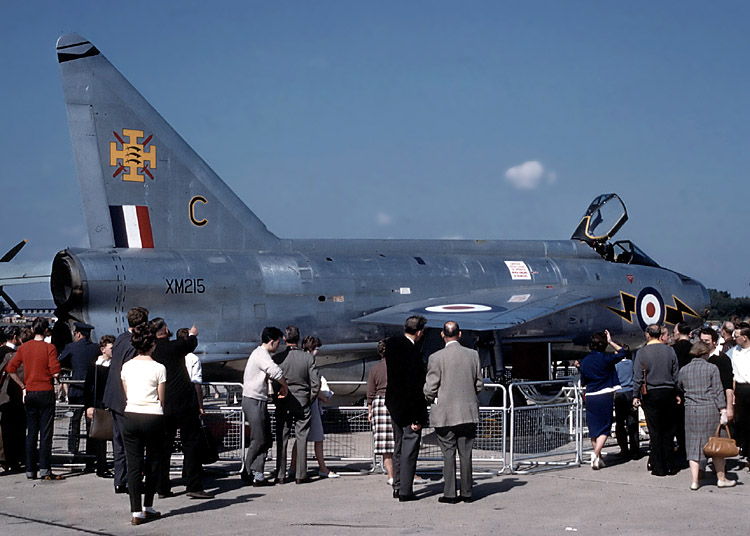
English Electric Lightning, 1964

English Electric (EE) fue un fabricante industrial británico. Fundado en 1918, inicialmente se especializó en motores eléctricos y transformadores industriales. Sus actividades se expandieron para incluir locomotoras y equipos de tracción, turbinas de vapor, productos electrónicos, misiles guiados, aviones y computadoras.
A pesar de todo, sólo unos pocos diseños de aviones fueron producidos bajo el nombre English Electric. Dos se convertirían en un hito en la ingeniería aeronáutica británica: el Canberra y el Lightning. English Electric Aircraft se convirtió en uno de los fundadores de British Aircraft Corporation en 1960, con otras las operaciones industriales que la General Electric Company adquirió en 1968.

## Historia
En 1917 Dick, Kerr & Co., una asociación de dos comerciantes de Glasgow, B. M. Dick y John Kerr, adquirió la United Electric Car Company, un fabricante de tranvías de Preston, Lancashire. En 1918, fue formada la The English Electric Company, Limited (EE). En 1918 y 1919, EE se hizo cargo de Dick, Kerr & Co., Willans y Robinson de Rugby y el Phoenix Dynamo Manufacturing Company de Bradford. También compró el taller Stafford de Siemens AG, el Dynamo Works Ltd. En 1930, la fabricación de equipos eléctricos fue trasladada a Bradford; la producción de tranvías, carrocerías de ómnibus y material rodante se mantuvo en Preston. Ese mismo año, el hombre que más se asocia con EE, George Nelson, se convirtió en director general.

### Tranvías
De 1912 a 1918, United Electric y English Electric suministró tranvías de segunda y tercera generación para la red tranviaria de Hong Kong.

### Ferrocarriles
En 1923 EE suministró locomotoras eléctricas para los Ferrocarriles de Nueva Zelanda, para usarlas entre el Paso Arthurs y Otira, en los Alpes del Sur. Durante la década de 1930s EE suministró equipamiento para la electrificación del Southern Railway (Reino Unido), afianzando su posición en el mercado de tracción. En 1936, comenzó la producción de locomotoras diésel-eléctricas en los antiguos talleres de tranvías en Preston. En 1955 EE tomó el control de Vulcan Foundry y de Robert Stephenson and Hawthorns, ambas con importantes linajes de ingeniería ferroviaria.

### Aviación
Tanto Dick, Kerr & Co. como Phoenix Dynamo Manufacturing Company construyeron aviones durante la Primera Guerra Mundial, incluyendo hidroaviones diseñados por la Seaplane Experimental Station en Felixstowe, 62 Short Tipo 184 y 6 Short Bomber diseñados por Short Brothers.  La fabricación de aviones bajo el nombre EE comenzó en Bradford en 1922 con el English Electric Wren, pero solo duró hasta 1926 luego que se construyera el último hidroavión English Electric Kingston.
Con la cercanía de la Guerra en Europa, la EE fue instruida por el Air Ministry para construir una "fábrica sombra" en el Aeródromo de Samlesbury en Lancashire, para construir los bombarderos Handley Page Hampden. Comenzando con el Hangar de Vuelo Número 1, el primer Hampden construido por EE hizo su primer vuelo el 22 de febrero de 1940, y para 1942 se habían entregado 770 Hampden, más de la mitad de todos los Hampdens producidos. En 1940 una segunda fábrica fue construida en el lugar y la pista fue extendida para permitir el comienzo de la fabricación del bombardero pesado cuatrimotor Handley Page Halifax. Para 1945, se habían construido en el lugar cinco hangares principales y tres pistas, los que también fueron sede del Grupo No. 9 de la RAF. Para el final de la guerra, más de 2.000 Halifax habían sido construidos y volaron desde Samlesbury.
En 1942, EE tomó control de Napier & Son, un fabricante de motores aeronáuticos. Esto ayudó, junto a la fábrica sombra, a restablecer la división de ingeniería aeronáutica de la compañía. en la posguerra, EE invirtió fuertemente en este sector, trasladando las instalaciones de diseño y experimentación a la antigua RAF Warton, cerca de Preston, en 1947. Esta inversión condujo a los mayores éxitos con el Lightning y el Canberra; el último sirvió en una multitud de roles desde 1951 hasta mediados de 2006 con al Royal Air Force.
Al final de la guerra EE inició la producción del segundo jet británico, el de Havilland Vampire, construyendo más de 1.300 en Samlesbury. su propio equipo de diseño luego de la Segunda Guerra Mundial con la dirección de W. E. W. Petter, antiguo miembro de Westland Aircraft. Aunque EE produjo sólo dos aviones antes de que sus actividades pasaron a formar parte de la BAC, el equipo de diseño aportó sugerencias para muchos proyectos del Air Ministry.
La división de aviones se integró en la filial English Electric Aviation Ltd. en 1958, convirtiéndose en un componente fundador de la nueva British Aircraft Corporation (BAC) en 1960; EE tuvo una participación del 40% en esta última sociedad. La división de armas guiadas se añadido a BAC en 1963.

### Fusiones y compras
En 1946, EE adquirió la Compañía Marconi, incursionando en el mercado de los electrodomésticos. EE intentó tomar el control de una de las mayores compañías eléctricas de Gran Bretaña, la General Electric Company (GEC), en 1960; en 1963 EE y J. Lyons and Co. formaron una empresa de propiedad conjunta -English Electric LEO Company- para fabricar la Computadora LEO, desarrollada por Lyons. EE adquirió más de la mitad de los intereses de Lyons en 1964 y los fusionó con los intereses en computadoras de Marconi para formar la English Electric Leo Marconi (EELM). Esta última fue fusionada con la Elliott Automation y con International Computers and Tabulators (ICT) para formar la International Computers Limited (ICL) en 1967. En 1968, GEC, recientemente fusionada con Associated Electrical Industries (AEI) se fusionó con la EE; el primero era la parte dominante de la nueva empresa, y el nombre de English Electric se perdió.

## Productos

### Aviones
- Wren (1923)
- Ayr (1923)
- Kingston (1924)
- Canberra (1949)

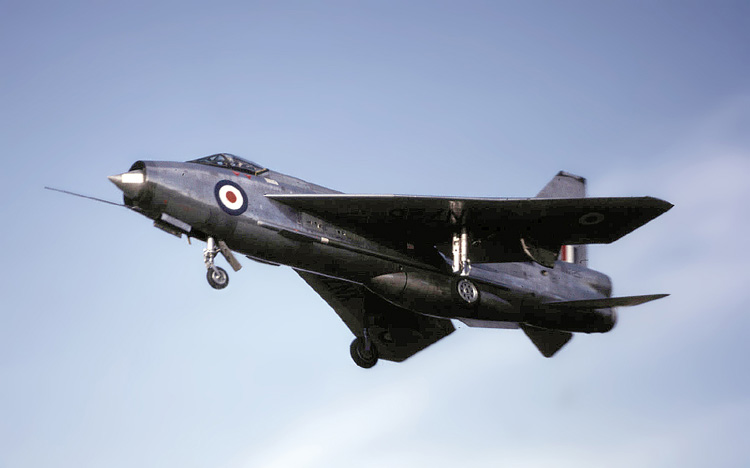
English Electric Lightning del Reino Unido

- English Electric P1A (prototipo del Lightning)
- Lightning (1954)

### Computadoras
- English Electric DEUCE (1955)
- English Electric KDF6
- English Electric KDF8
- English Electric KDF9 (1960)
- English Electric System 4 (1965) - el System 4-50 y el System 4-70 eran esencialmente clones del RCA Spectra 70, del rango del IBM System/360.

### Armas guiadas
- Thunderbird (1959) - Misil superficie-aire
- Blue Water (cancelado en 1962) - misil balístico de corto alcance

### Tanques
- A13 Covenanter
- A33 Excelsior

### Vehículos ferroviarios

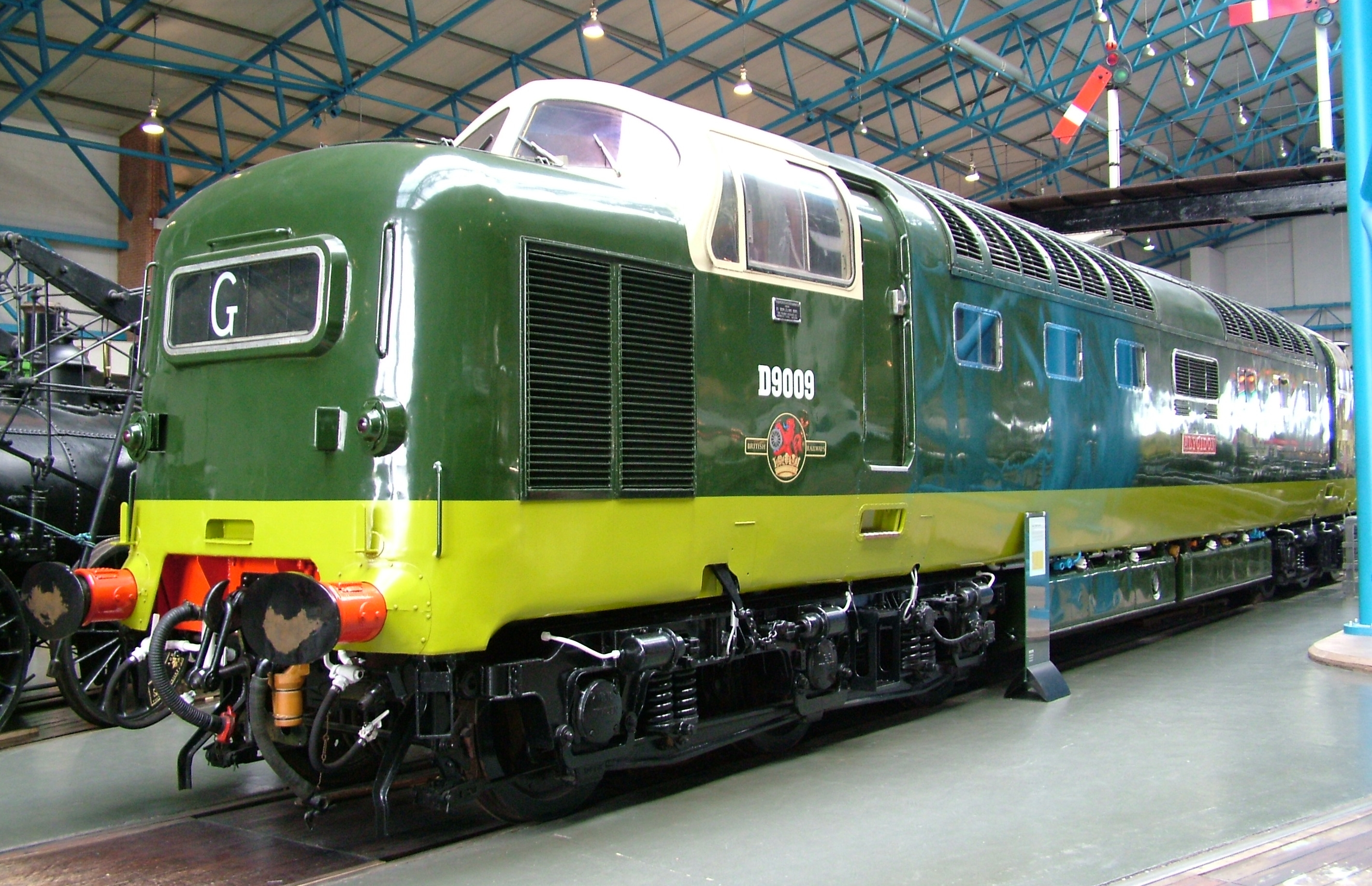
Alycidon, English Electric Tipo 5 (British Rail Clase 55) en el National Railway Museum, York, Reino Unido

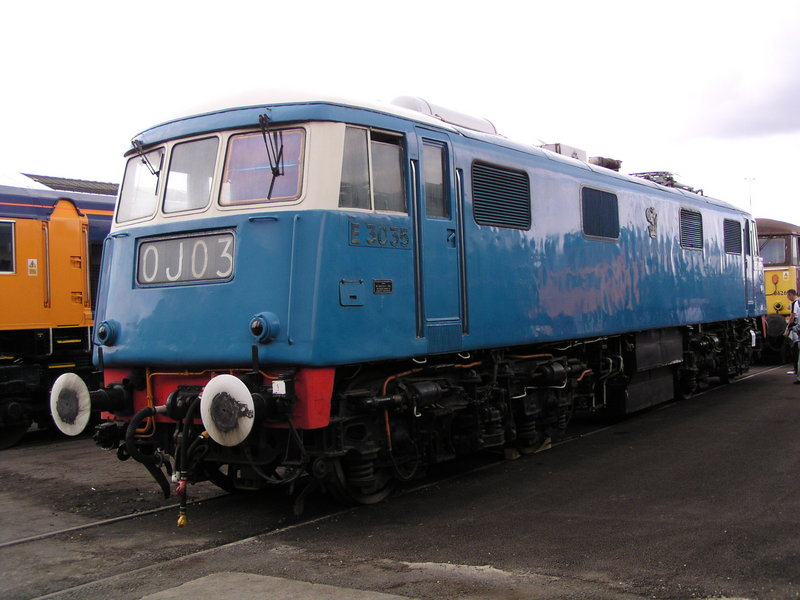
British Rail Clase 83 E3035 en exhibición en los Talleres Doncaster Works, el 27 de julio de 2003.

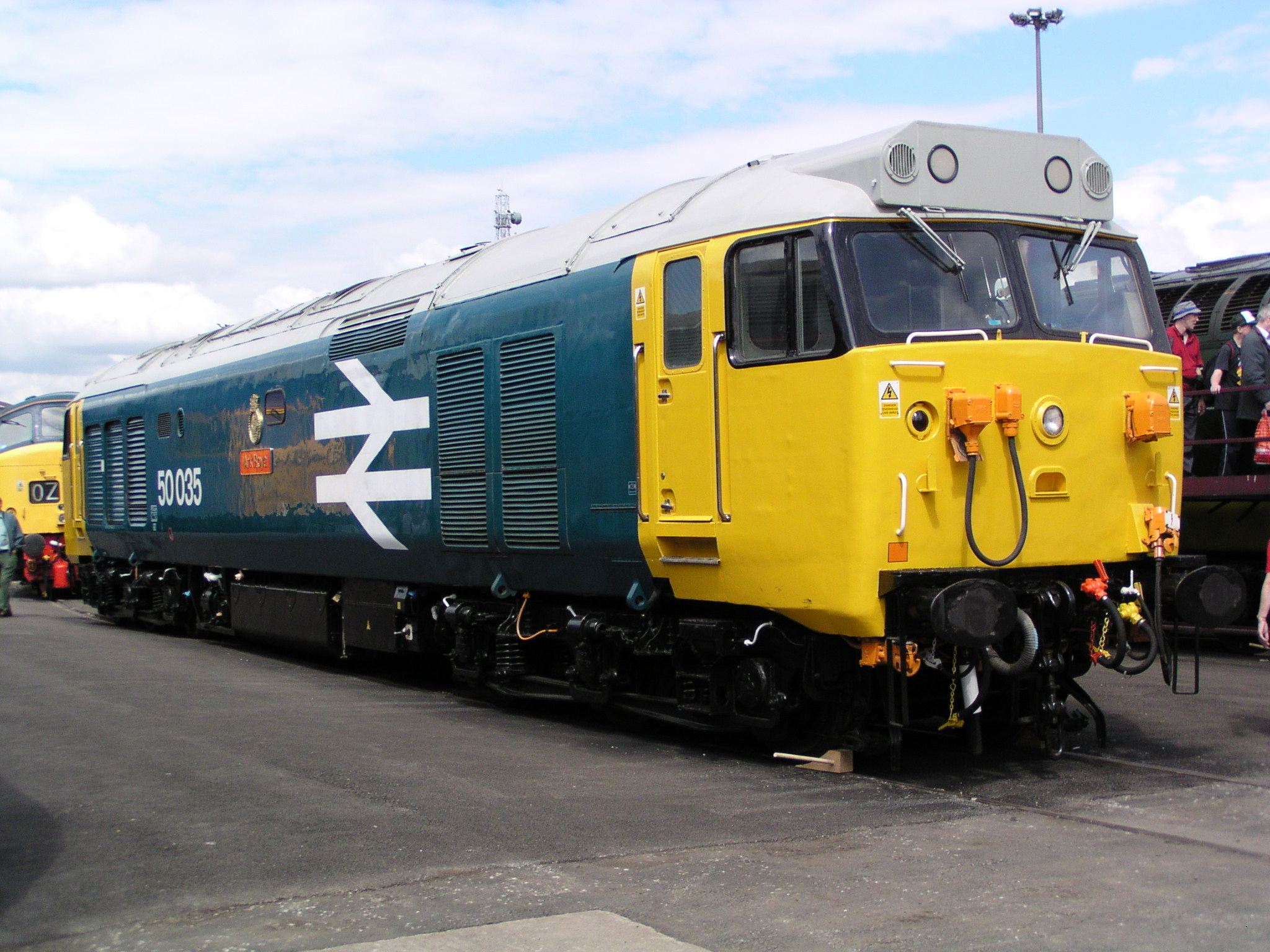
British Rail Clase 50 50035 Ark Royal en los Talleres ferroviarios Doncaster, el 27 de julio de 2003.

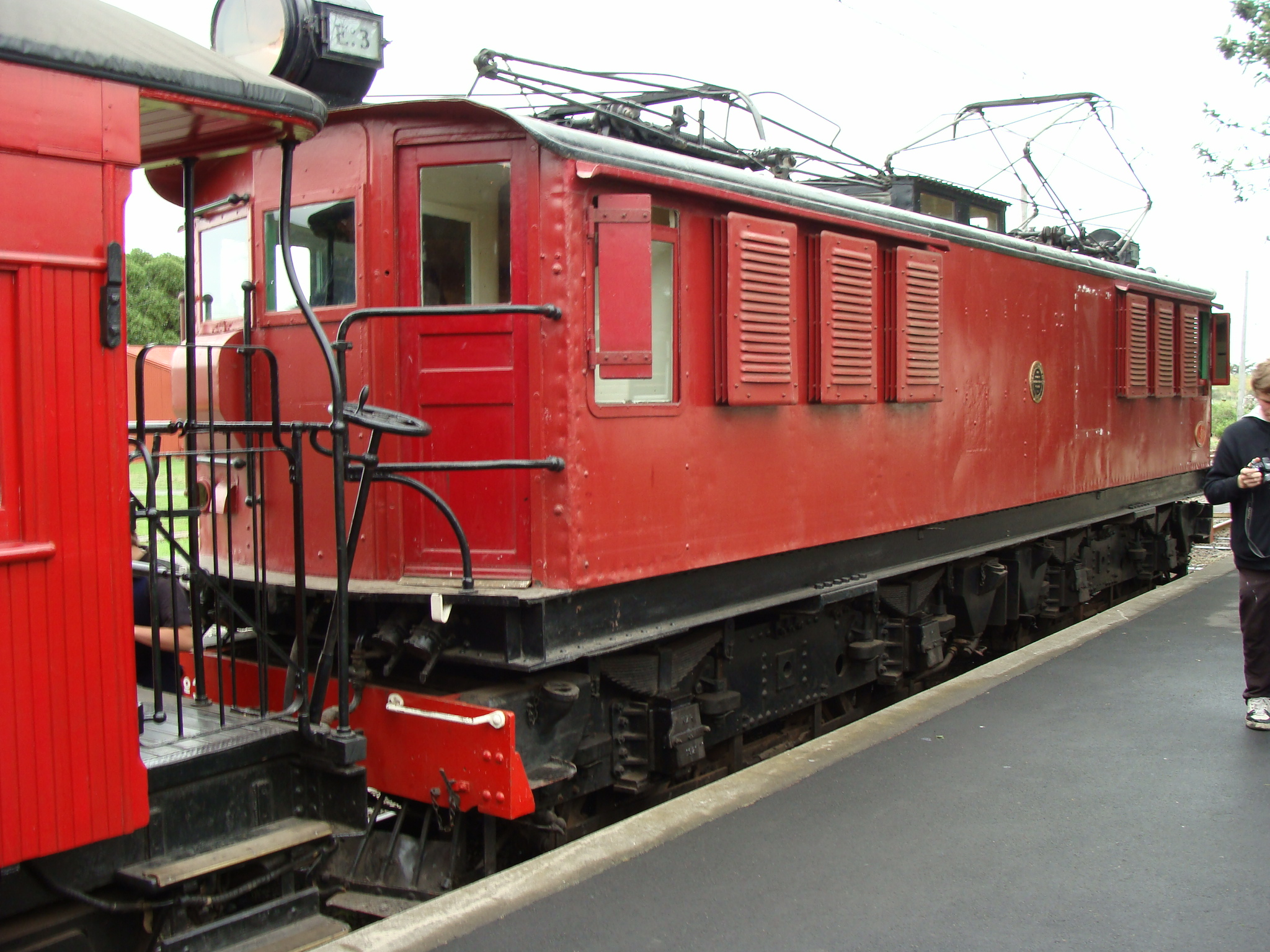
Una locomotora NZR clase EO en el Ferrymead.

#### Motores
- English electric 6CSRKT diesel
- English Electric 6SRKT diesel
- English Electric 8SVT [diesel]
- English Electric 12SVT [diesel]
- English Electric 12CSVT [diesel]
- English Electric 12CSV [diesel]
- English Electric 16SVT
- English Electric 16CSVT
- Napier Deltic (El fabricante D. Napier e Hijos era una compañía subsidiaria de EE desde 1942)

#### Locomotoras y unidades múltiples
- Ceylon Government Railway Clase S1
- British Rail Clase 08
- British Rail Clase 09
- British Rail Clase 11
- British Rail Clase 12
- British Rail Clase 13
- English Electric Tipo 1 (British Rail Clase 20)
- British Rail Clase 23
- English Electric Tipo 3 (British Rail Clase 37)
- British Rail Clase 40
- English Electric Tipo 4 (British Rail Clase 50)
- English Electric Tipo 5 (British Rail Clase 55)
- British Rail Clase 73, componentes ensamblados por BR.
- British Rail Clase 83
- British Rail Clase 86
- British Rail Clase 487
- British Rail D0226
- Prototipo diésel 1 o Deltic led to the Class 55
- British Rail DP2Carrocería Clase 55, re-motorizada con un E.E. 16csvt, led to the British Rail Clase 50
- British Rail GT3
- CP Clase 1400
- CP Clase 1800
- FNJ locomotora eléctrica ED17
- FNJ locomotora eléctrica EF50
- Keretapi Tanah Melayu Clase 15, de maniobras
- Keretapi Tanah Melayu Clase 20
- Keretapi Tanah Melayu Clase 22
- Nigerian Clase 1001
- NIR Clase 1
- NS Clase 500
- NS Clase 600
- NZR clase DE
- NZR clase DF
- NZR clase DG
- NZR clase DI
- NZR clase DM Muchas se mantienen en servicio, ¡después de 50 años!
- NZR clase EC
- NZR clase ED (una con componentes para otras nueve suministradas al NZR)
- NZR clase E (a baterías)
- NZR clase EO
- NZR clase EW
- PKP clase EU06
- PKP clase EN80 (Unidad múltiple eléctrica)
- QR clase 1200
- QR clase 1250
- QR clase 1270
- QR clase 1300
- QR clase 2350
- RENFE serie 7700
- TGR clase X
- TGR clase Y (con componentes de producción local)
- Victorian Railways clase L

También se construyeron muchas locomotoras industriales diésel y eléctricas para el mercado local y su exportación.

### Fuente
- Esta obra contiene una traducción  derivada de «English Electric» de Wikipedia en inglés, publicada por sus editores bajo la Licencia de documentación libre de GNU y la Licencia Creative Commons Atribución-CompartirIgual 4.0 Internacional.

- Datos: Q1342845
- Multimedia: English Electric / Q1342845